# Гаррисон, Джейн
Джейн Ирвин Гаррисон (англ. Jane Irwin Harrison; 23 июля 1804 — 11 мая 1846) — невестка президента Уильяма Генри Гаррисона и Первая леди США в 1841 году.

## Биография
Джейн Гаррисон родилась в 1804 году в Мерсерсберге, Пенсильвания, в семье Арчибальда Ирвина и Мэри Ремзи.
Её дедом был Джеймс Рэмси, владелец фермы Миллмонт в городке Монтгомери, округ Франклин, штат Пенсильвания.
После смерти матери в 1813 году, Джейн, её сестра и брат, были приняты второй женой отца.
Джейн вышла замуж за Уильяма Генри Гаррисона-младшего, сына генерала Уильяма Генри Гаррисона. У пары было трое детей — Эштон Ирвин, Гарри Ирвин и Лорен Докинз.
Уильям Генри Гаррисон был женат на Анне Гаррисон, которая родилась в 1775 году и вышла за Уильяма в возрасте 20 лет. У пары было 10 детей, из которых пятеро трагически погибли.
В 1840 году президентом был избран Уильям Генри Гаррисон. Его супруге Анне в марте 1841 года было уже 65 лет и на момент инаугурации она была старейшей Первой леди. Кроме того в этот период она была тяжело больна и не могла переехать в Вашингтон из своего дома в Норт-Бенде. Можно сказать, что Первой леди она была лишь номинально, а официальные обязанности Уильям Гаррисон попросил исполнять Джейн Ирвин Гаррисон, которая являлась вдовой его второго сына Уильяма Генри Гаррисона-младшего (четвёртого по счёту ребёнка), погибшего ещё в 1838 году.
Так как Анна Гаррисон была слишком больна, чтобы путешествовать, когда её муж уехал из Огайо на инаугурацию, то невестка Джейн Ирвин Гаррисон с помощью своей тети Джейн Ирвин Финдли (сестры её отца, которой тогда было семьдесят три года) выступила в качестве официальной хозяйки Белого дома с 4 марта по 4 апреля 1841 года.
Короткий период пребывания Джейн Гаррисон в роли Первой леди обусловлен был тем, что 26 марта 1841 Уильям Генри Гаррисон простудился на прогулке и 4 апреля умер от воспаления лёгких, пробыв в должности всего месяц — срок пребывания его в должности длился 32 дня. Анна Гаррисон умерла в возрасте 88 лет, пережив своего мужа на 23 года.
Сестра Джейн Гаррисон — Элизабет Рэмси Ирвин (1810—1850), в 1831 году вышла замуж за Джона Скотта Гаррисона (еще одного сына Уильяма Генри Гаррисона), в Цинциннати, штат Огайо, и стала матерью президента США Бенджамина Гаррисона.
Первая леди США Джейн Ирвин Гаррисон умерла в 1846 году в возрасте 41 года.